# Marienberg

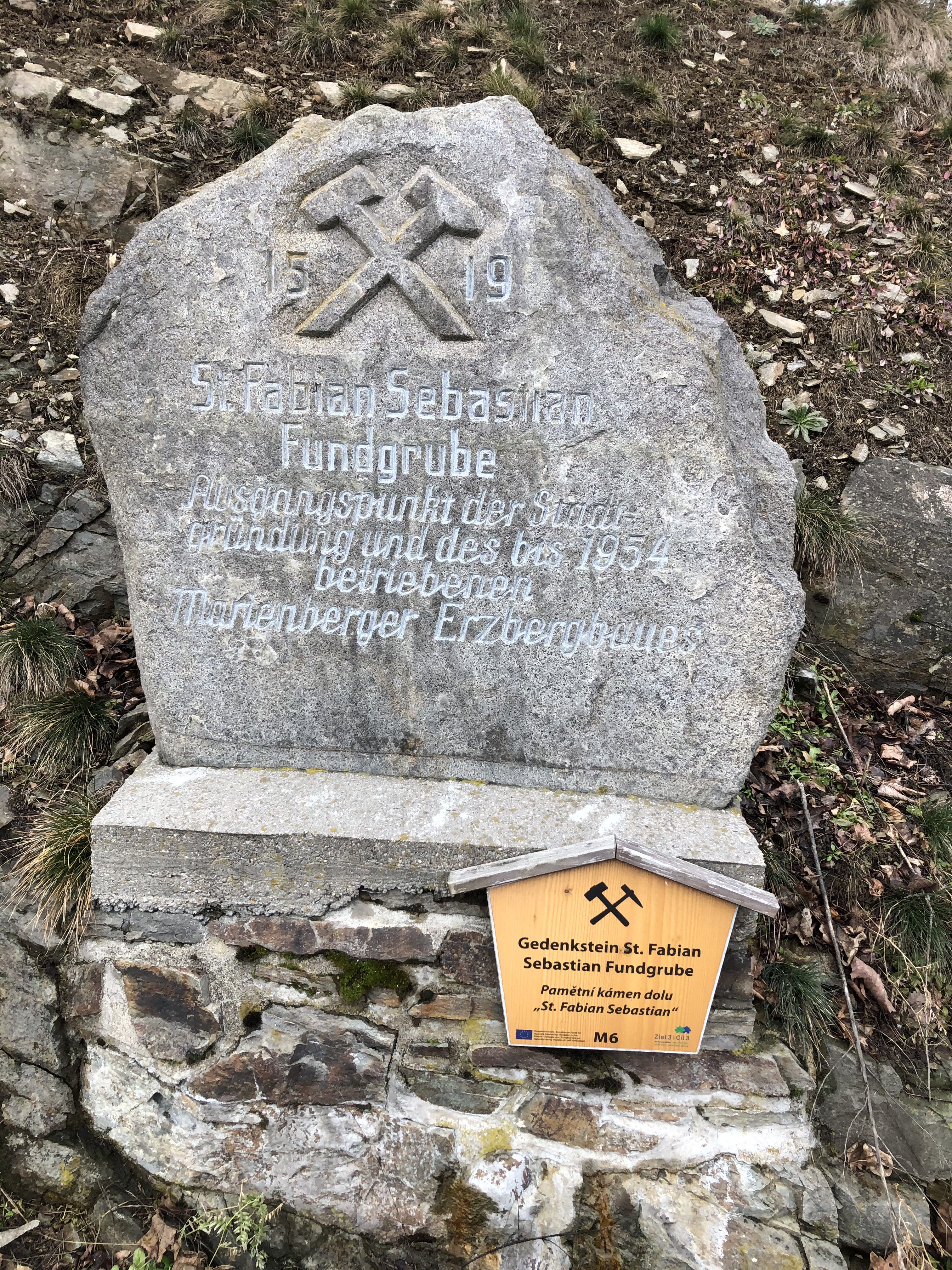
Gedenkstein der ersten Silberfunde

Marienberg ist eine Große Kreisstadt im sächsischen Erzgebirgskreis südöstlich von Chemnitz.

## Geographie

### Geografische Lage
Die Bergstadt Marienberg liegt im Mittleren Erzgebirge auf einer Hochfläche nördlich des bewaldeten Erzgebirgskammes. Mit 133,5 km² ist Marienberg unter Einbeziehung seiner Ortsteile die nach Fläche größte Gemeinde des Landkreises. Der historische Stadtkern der Bergstadt Marienberg steht als Sachgesamtheit wegen seines wertvollen städtebaulichen Ensembles unter Denkmalschutz und gehört seit 2019 zum UNESCO-Welterbe der Montanregion Erzgebirge/Krušnohoří. Die historische Innenstadt ist in Anlehnung an die italienische Renaissance rechtwinklig angelegt. Von dem ein Hektar großen quadratischen Marktplatz führt ein rechtwinkliges Straßennetz nach allen Seiten. Es handelt sich um eine symmetrische Stadtanlage, die früheste derartige Grundrisslösung nördlich der Alpen. Herzog Heinrich ließ am 27. April 1521 die Gründungsurkunde zur Erbauung der neuen Bergstadt ausfertigen und gab ihr den Namen Marienberg mit dem Wunsche, dass die Stadt unter dem Schutz der Mutter Maria wachse, blühe und gedeihe. Das heutige Gemeindegebiet mit seinen Ortsteilen erstreckt sich über mehrere Täler mit Zuflüssen der Flöha. Die Stadt weist einen Höhenunterschied von fast 440 m auf. Der tiefste Punkt liegt im Tal der Schwarzen Pockau auf 460 m ü. NN. Der höchste Punkt liegt mit 899,4 m ü. NN südlich von Satzung auf der Grenze zu Tschechien am Nordhang des Jelení hora (Haßberg). Der höchste Berg im Gemeindegebiet ist mit 891 m ü. NN der Hirtstein nördlich von Satzung.

### Nachbargemeinden
| Wolkenstein      | Pockau-Lengefeld                            |                                                                 |
| Großrückerswalde | Kompassrose, die auf Nachbargemeinden zeigt | Olbernhau                                                       |
| Mildenau         | Jöhstadt                                    | Hora Svatého Šebestiána (Sankt Sebastiansberg), Kalek (Kallich) |

### Stadtgliederung
| - Ansprung - Dörfel - Gebirge - Gelobtland - Grundau - Hinterer Grund - Hüttengrund | - Kühnhaide - Lauta - Lauterbach - Marienberg - Mooshaide - Niederlauterstein - Pobershau | - Reitzenhain - Rittersberg - Rübenau - Satzung - Sorgau - Wüstenschlette - Zöblitz |

## Geschichte

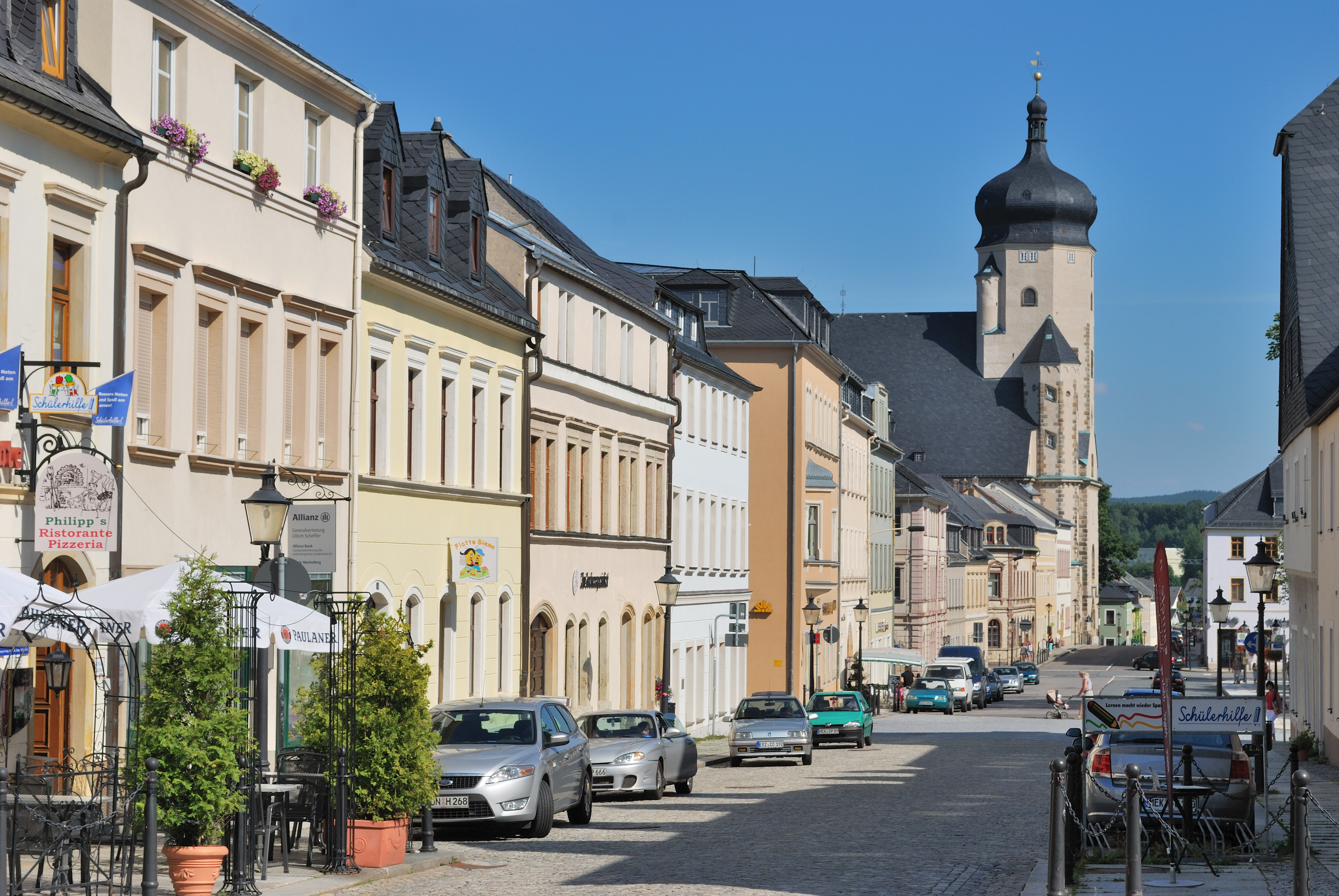
Blick entlang der Zschopauer Straße auf die Stadtkirche St. Marien

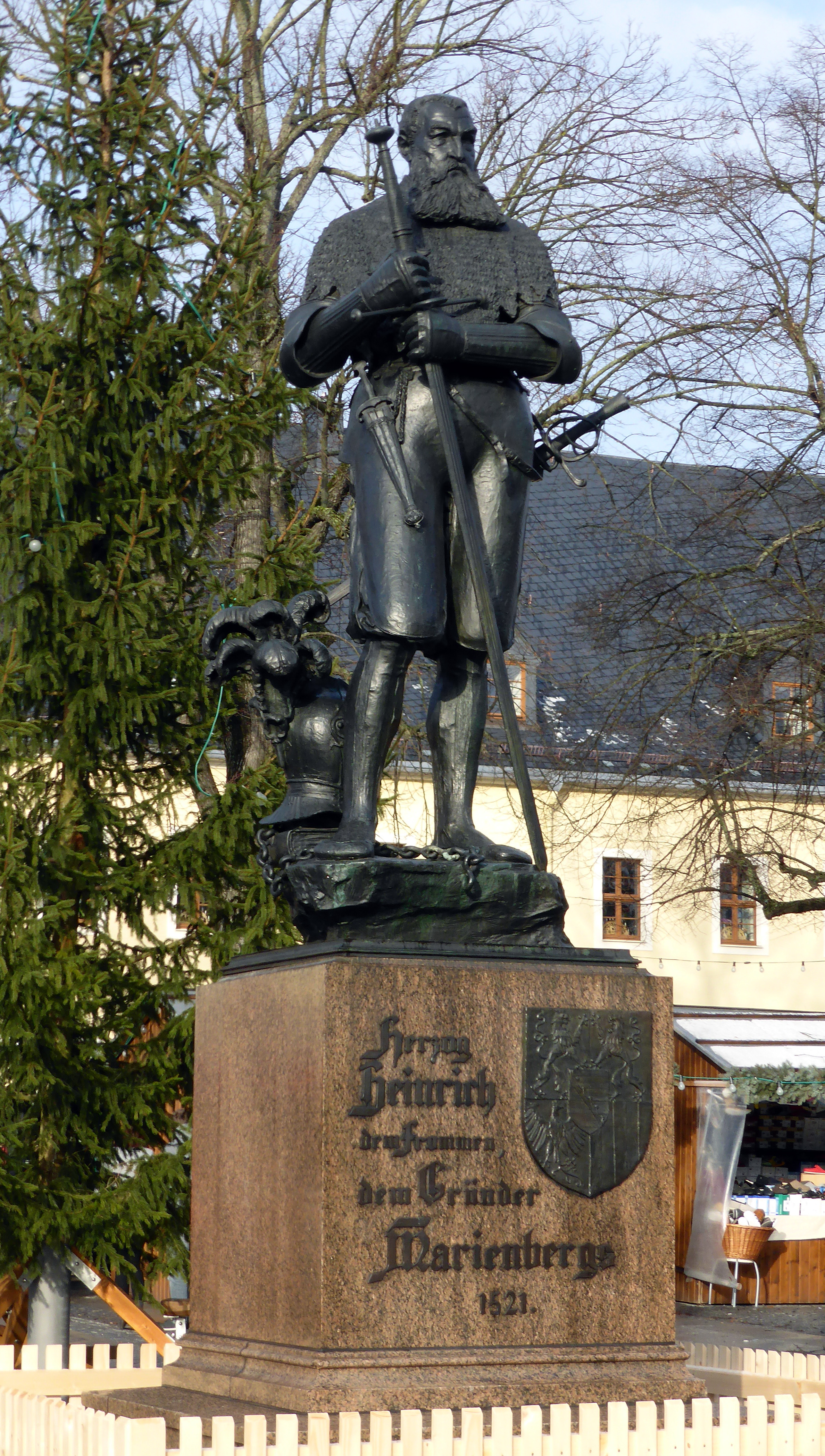
Herzog-Heinrich-Denkmal, Marktplatz Marienberg

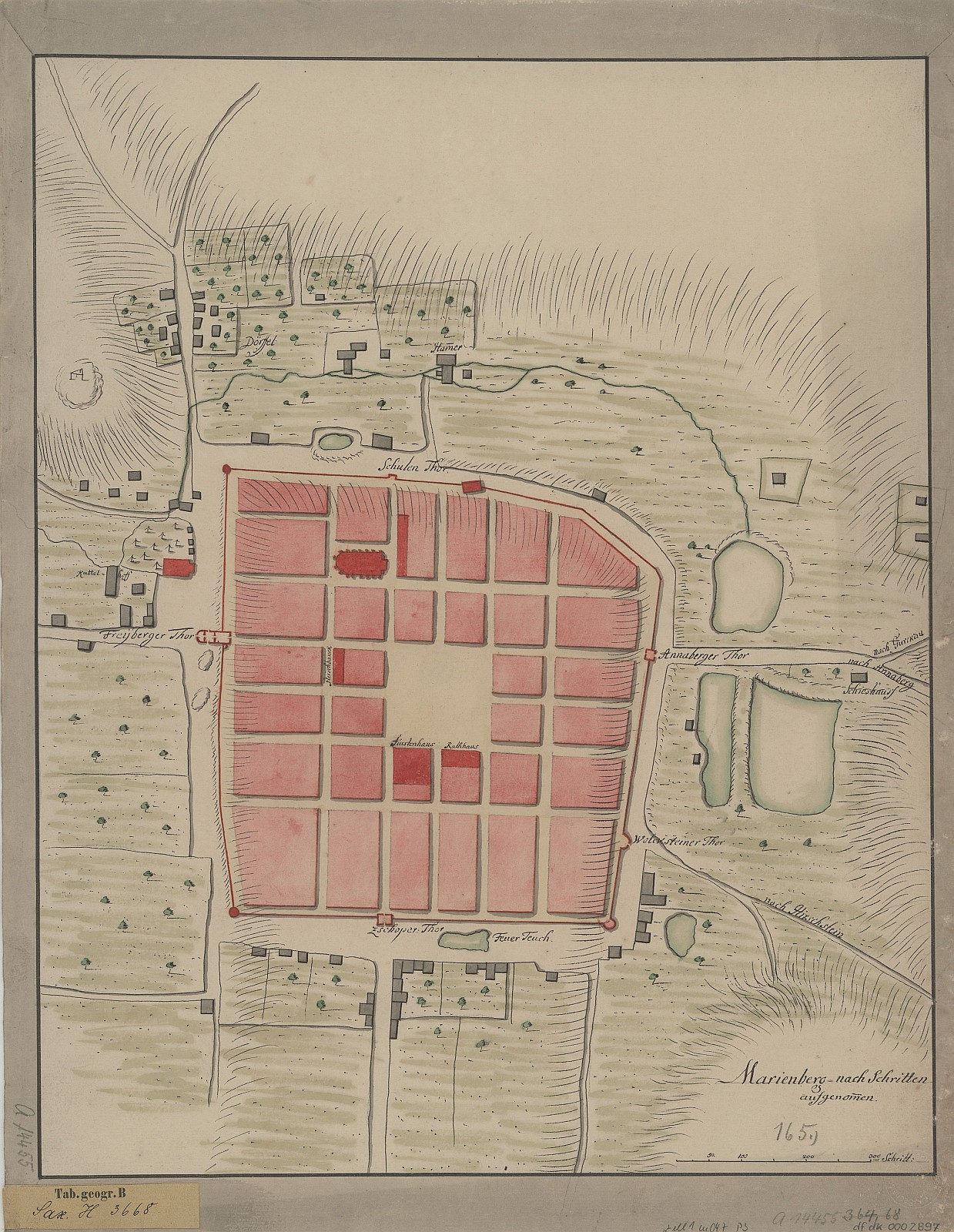
Den regelmäßigen Stadtgrundriss verdeutlichender Plan (um 1730)

Im Jahr 1323 wurde daz dorf Sletyn erstmals urkundlich erwähnt. Bereits 1484 heißt der Ort bey der wusten Sletten. Nach 1519 siedelten sich im heutigen Gemeindeteil Wüstenschlette Bergleute an. Am 17. Juli 1519 machte Clemens Schiffel die ersten Silberfunde im Tal des Schlettenbaches. Am 11. Mai des folgenden Jahres verlieh man ihm die Grube „St. Fabian Sebastian mit samt dem Erbstolln“. In der Folge setzten weitere bergbauliche Erschließungen der Umgegend ein und verursachten einen großen Zustrom von Bergleuten.
Dieser Umstand veranlasste Herzog Heinrich den Frommen 1521 zur Gründung der Bergstadt Marienberg. Der Stadtgrundriss wurde von Ulrich Rülein von Calw entworfen. Am 19. Dezember 1523 wurde das Stadtrecht verliehen, 1525 erhielt die Stadt ein eigenes Bergamt. Eine Lateinschule wird ab 1530 erwähnt. Mit der Reformation 1536/1537 wurde Marienberg eigenständige Parochie. Die höchste Blüte erlebte der Bergbau 1540. Von 1541 bis 1566 wurde die Stadtmauer errichtet. 1555 sind über 1000 Zechen im Marienberger Revier nachweisbar. Von 1558 bis 1564 wurde die spätgotische Hallenkirche St. Marien erbaut.

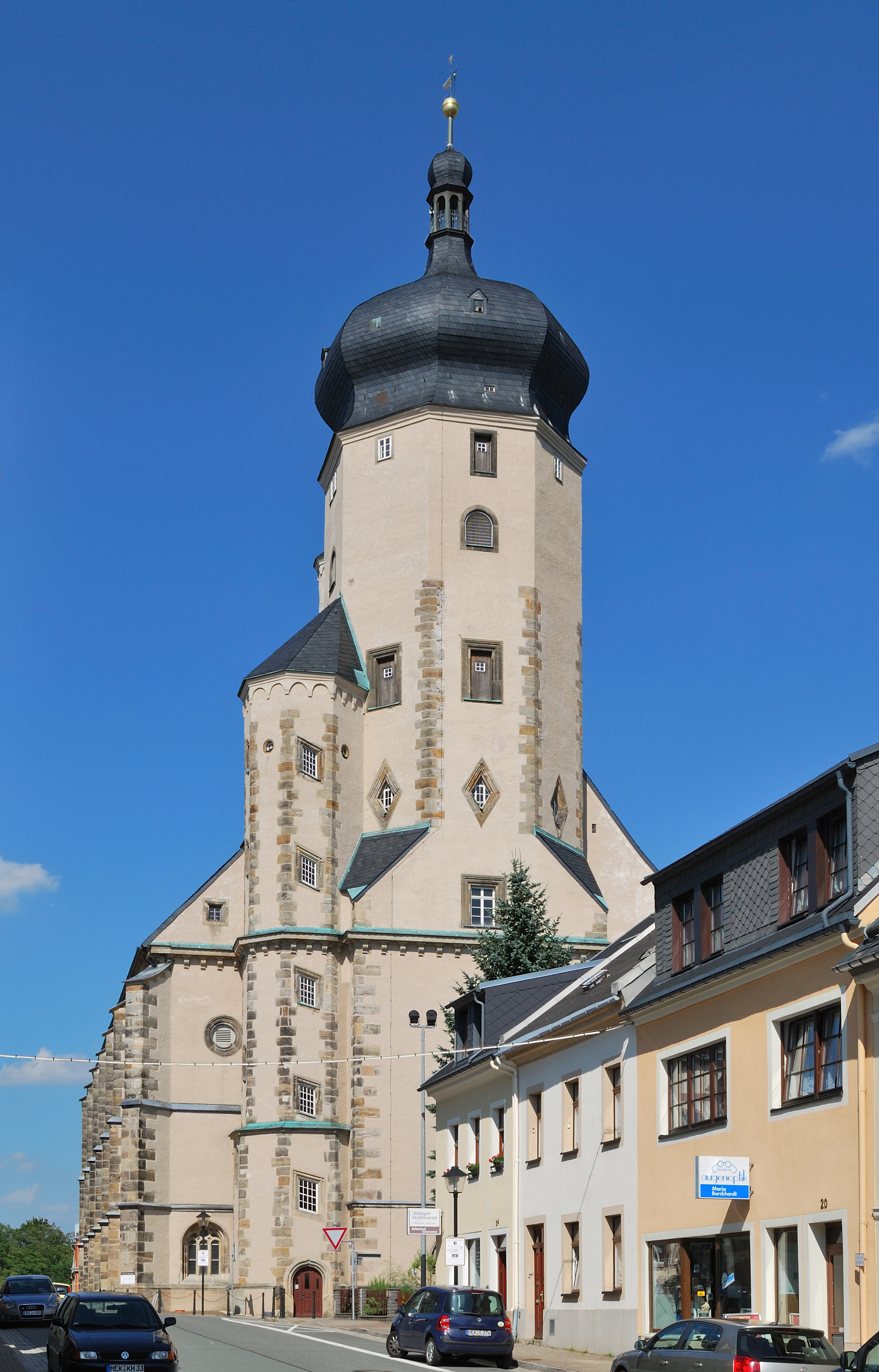
Kirche St. Marien

Am 31. August 1610 kam es zu einem verheerenden Stadtbrand, dem fast alle 550 Häuser zum Opfer fielen. Nach dem Ende des Silberbergbaues begann ab 1612 der Kupfer- und Zinnbergbau. Ab 1696 ist die Stadt mit Soldaten belegt und wurde ab 1753 bis 1858 Garnisonsstadt für die Kavallerie. Infolge einer Faulfieber-Epidemie wurde 1772 ein Waisenhaus gegründet, das 1805 um eine Freischule erweitert wurde. Zur Verbesserung der Ernährungslage der Bergleute wurde auf Anraten von Friedrich Wilhelm Heinrich von Trebra 1806 bis 1809 ein Bergmagazin erbaut. 1813 wurde Marienberg zum Etappenort der gegen Napoleon verbündeten Armeen. 1821 wurde der Ortsteil Gelobtland als Waldarbeitersiedlung angelegt. 1835 wurde die baufällige Stadtmauer bis auf das Zschopauer Tor und den Roten Turm abgetragen. 1842 wurde Marienberg Sitz des Kirchenbezirkes. 1847 löste man das Bergamt auf, im selben Jahr wurde ein „Kindergarten“ im Beisein Friedrich Wilhelm August Fröbels eröffnet. Bis 1856 gehörte Marienberg zum Amt Wolkenstein. Von 1858 bis 1873 war Marienberg Garnisonsstadt für die Infanterie.
Die Freiwillige Feuerwehr wurde 1862 gegründet. Von 1873 bis 1920 befand sich in Marienberg eine Unteroffizierschule und -vorschule, ab 1874 wurde mit dem Bau der Kasernen begonnen. Im gleichen Jahr wurde mit dem Bau eines Gaswerkes und der Installation von Gaslaternen begonnen. 1875 erhielt Marienberg mit dem Bau der Flöhatalbahn Anschluss ans Bahnnetz. 1882 wurde die Freiwillige Feuerwehr in Gelobtland gegründet. 1889 wurde das Städtische Krankenhaus eröffnet. Ein Wasserwerk wurde 1891/1892 errichtet. Die Zentralschule (heute Gymnasium) wurde 1893 eingeweiht. 1899 wurde mit dem Rudolf-Schacht die letzte Grube geschlossen. 1910 wurde ein Elektrizitätswerk errichtet, 1913 wurde Marienberg an die zentrale Elektrizitätsversorgung angeschlossen. 1914 wurden die Kirche, der Rote Turm und das Zschopauer Tor durch eine Ortssatzung unter Denkmalschutz gestellt. 1917 wurde das Gebäude des Amtsgerichtes eingeweiht. Am Galgenberg wurde 1927 eine Sprungschanze eingeweiht. Eine Realschule mit Progymnasium wurde 1918 gegründet und war bis 1940 in Räumen der Kaserne untergebracht. Mit dem Bau von zwölf Doppelhäusern 1933 bis 1937 entstand der Ortsteil Mooshaide.
Zwischen 1924 und 1937 fand insgesamt zehn Mal das Marienberger Dreieckrennen statt. Dieses 17 km lange Motorradrennen führte von Marienberg über die Heinzebank und Wolkenstein nach Marienberg zurück. Das Marienberger Dreieck war zur damaligen Zeit die schnellste Straßenrennstrecke Deutschlands und diente als Austragungsort für Läufe zur Deutschen Motorrad-Straßenmeisterschaft.
Gegen Ende des Zweiten Weltkrieges wurden 154 KZ-Häftlinge des Außenlagers Wille in Tröglitz/Rehmsdorf des KZ Buchenwald auf einem Todesmarsch von SS-Männern ermordet. Sie waren bei Tieffliegerangriffen zwischen dem 15. bis 17. April 1945 aus den Transportzügen auf den Bahnhöfen Gelobtland und Reitzenhain in die umliegenden Wälder geflohen und wieder aufgegriffen worden.
Aufgrund des Eisenbahnunfalls im Hüttengrund, bei dem 18 Rotarmisten ihr Leben verloren, wurden 1945 vier deutsche Reichsbahner vom sowjetischen Militärtribunal hingerichtet.
Marienberg war von 1874 bis 1939 Sitz der gleichnamigen Amtshauptmannschaft, aus der 1939 der Kreis Marienberg hervorging. Dieser ging 1994 im Mittleren Erzgebirgskreis und 2008, wobei Marienberg die Funktion der Kreisstadt verlor, im Erzgebirgskreis auf.

### Eingemeindungen
Mit der Eingemeindung von Zöblitz zum 31. Dezember 2012 als derzeit letzte Eingemeindung in die Stadt Marienberg gehört die Stadt zu den flächengrößten Städten im Freistaat Sachsen. Im Erzgebirgskreis ist die Stadt Marienberg flächengrößte Stadt.

### Einwohnerentwicklung
Die Einwohnerzahlen ab 1982 beziehen sich auf den 31. Dezember des voranstehenden Jahres mit Gebietsstand Januar 2007:
| bis 1834 | 1982 bis 1988                                                                                                   | 1989 bis 1995                                                                                                   | 1996 bis 2002                                                                                                   | 2003 bis 2009                                                                                   | ab Eingemeindungen 2012                                                         |
| --- | --- | --- | --- | ----------------------------------------------------------------------------------------------- | ------------------------------------------------------------------------------- |
| - 1530 – 0250 Häuser1 - 1542 – 0484 Häuser1 - 1697 – 2.500 (348 bewohnte Häuser)1 - 1776 – 1.500 (270 bewohnte Häuser)1 - 1815 – 3.3871 - 1834 – 3.684 (443 Häuser)1 | - 1982 – 17.505 - 1983 – 17.575 - 1984 – 17.549 - 1985 – 17.494 - 1986 – 17.324 - 1987 – 17.298 - 1988 – 17.150 | - 1989 – 17.221 - 1990 – 16.975 - 1991 – 16.689 - 1992 – 16.474 - 1993 – 16.291 - 1994 – 16.058 - 1995 – 15.865 | - 1996 – 15.861 - 1997 – 15.799 - 1998 – 15.670 - 1999 – 15.478 - 2000 – 15.197 - 2001 – 14.982 - 2002 – 14.722 | - 2003 – 14.553 - 2004 – 14.346 - 2005 – 14.187 - 2006 – 14.005 - 2007 – 13.766 - 2009 – 13.367 | - 2012 – 17.716 - 2013 – 17.505 - 2017 – 17.140 - 2019 – 16.906 - 2021 – 16.524 |

Im eigentlichen Stadtgebiet lebten am 9. Mai 2011 insgesamt 6.200 Einwohner.
1: Albert Schiffner: Handbuch der Geographie, Statistik und Topographie des Königreiches Sachsen. Band 1. Leipzig 1839. 
 Quelle ab 1982: Statistisches Landesamt des Freistaates Sachsen

## Politik

### Stadtrat
Die Stadtratswahl am 9. Juni 2024 führte zu den nebenstehenden Ergebnissen. Vergangene Wahlen sind tabellarisch aufgelistet.
- Linke: 1
- ZfM: 3
- FW G: 5
- BfM: 6
- CDU: 4
- AfD: 7

| Liste                               | 2024   | 2024   | 2019   | 2019   | 2014   | 2014   |
| Liste                               | Sitze  | in %   | Sitze  | in %   | Sitze  | in %   |
| ----------------------------------- | ------ | ------ | ------ | ------ | ------ | ------ |
| AfD                                 | 7      | 25,5   | 2      | 9,0    | –      | –      |
| Bürger für Marienberg               | 6      | 23,6   | 10     | 33,4   | –      | –      |
| Freie Wählergemeinschaft Marienberg | 5      | 19,7   | 5      | 19,3   | 2      | 7,8    |
| CDU                                 | 4      | 15,1   | 5      | 18,6   | 14     | 47,7   |
| Zukunft für Marienberg              | 3      | 12,8   | –      | –      | –      | –      |
| Linke                               | 1      | 3,2    | 2      | 9,2    | 4      | 17,0   |
| Grüne                               | –      | –      | 1      | 5,3    | 1      | 4,0    |
| SPD                                 | –      | –      | 1      | 5,3    | 2      | 8,5    |
| FDP                                 | –      | –      | –      | –      | 3      | 11,6   |
| EZV Ansprung-Sorgau                 | –      | –      | –      | –      | –      | 3,4    |
| Wahlbeteiligung                     | 69,3 % | 69,3 % | 62,5 % | 62,5 % | 50,1 % | 50,1 % |

Im März 2018 waren 9 der 14 Mitglieder aus der CDU-Fraktion ausgetreten und gründeten eine neue Fraktion namens Bürger für Marienberg (BfM).

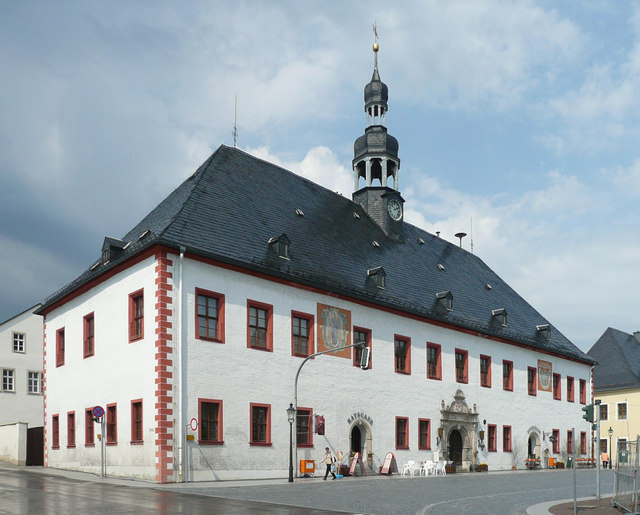
Das Rathaus der Stadt Marienberg

### Bürgermeister
- 1983–1990: Karl-Heinz Binus (CDU)
- 1990 – 9. Februar 1992: Birgit Walther (CDU)
- 10. Februar 1992–2015: Thomas Wittig (CDU)
- seit 2015: André Heinrich. Er wurde im Juni 2015 im zweiten Wahlgang gewählt.[10]

| Wahl | Bürgermeister  | Vorschlag | Wahlergebnis (in %) |
| ---- | -------------- | --------- | ------------------- |
| 2022 | André Heinrich | Heinrich  | 95,7                |
| 2015 | André Heinrich | Heinrich  | 70,5                |
| 2008 | Thomas Wittig  | CDU       | 97,4                |
| 2001 | Thomas Wittig  | CDU       | 97,7                |
| 1994 | Thomas Wittig  | CDU       | 95,2                |

### Städtepartnerschaften
Marienberg unterhält Partnerschaften mit dem niedersächsischen Lingen (Ems), dem gleichnamigen rheinland-pfälzischen Bad Marienberg, dem tschechischen Most und dem ungarischen Dorog. Seit dem 1. November 2004 ist die Stadt Mitglied im Regionalmanagement Erzgebirge, einer Regionalinitiative des Erzgebirgskreises und weiterer zehn Kommunen des Erzgebirges.

## Kultur und Sehenswürdigkeiten
Die historische Altstadt von Marienberg und die Bergbaulandschaft bei Lauta gehören zum UNESCO-Welterbe Montanregion Erzgebirge.
- siehe auch: Liste der Kulturdenkmale in Marienberg

### Bauwerke

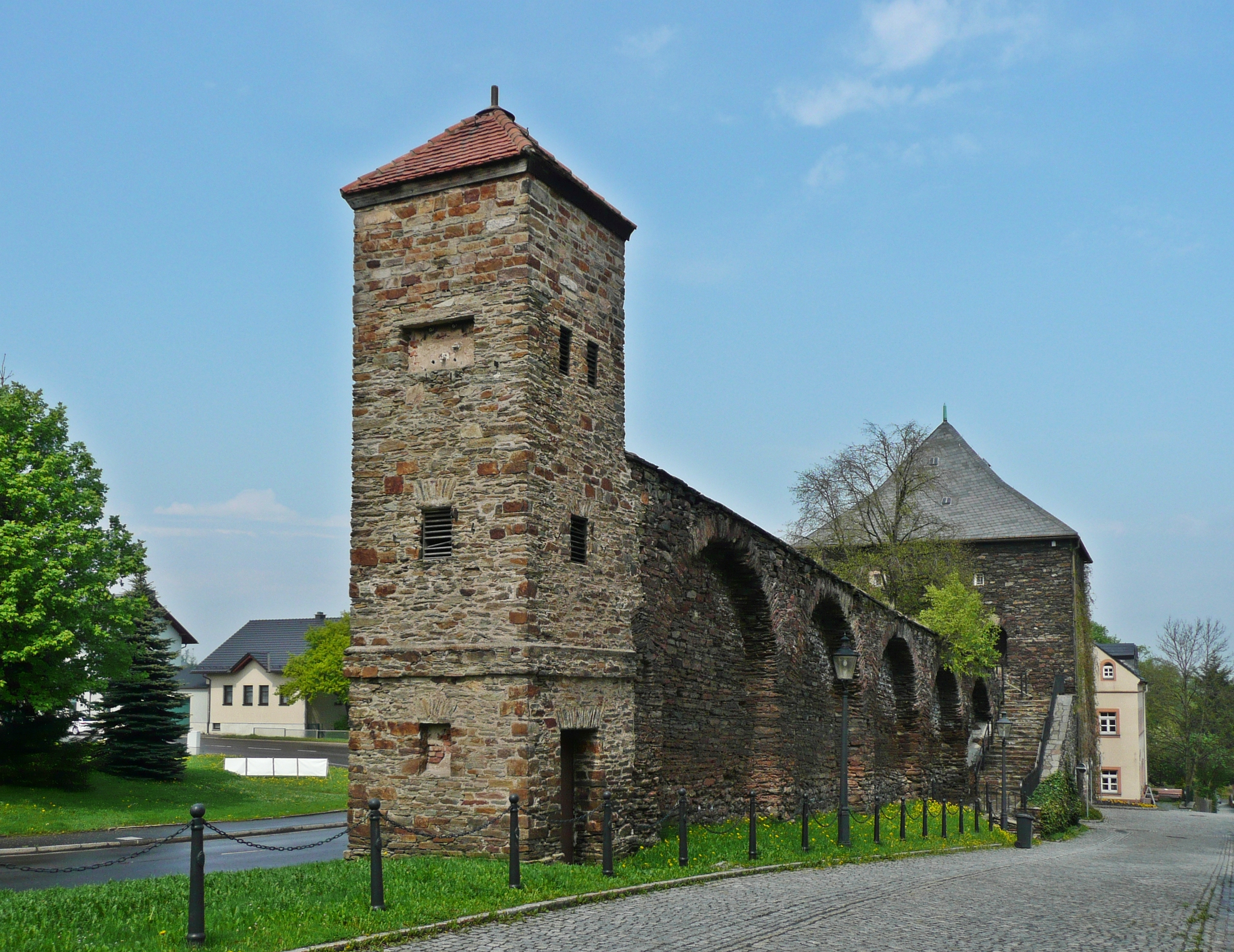
Stadtmauer am Zschopauer Tor

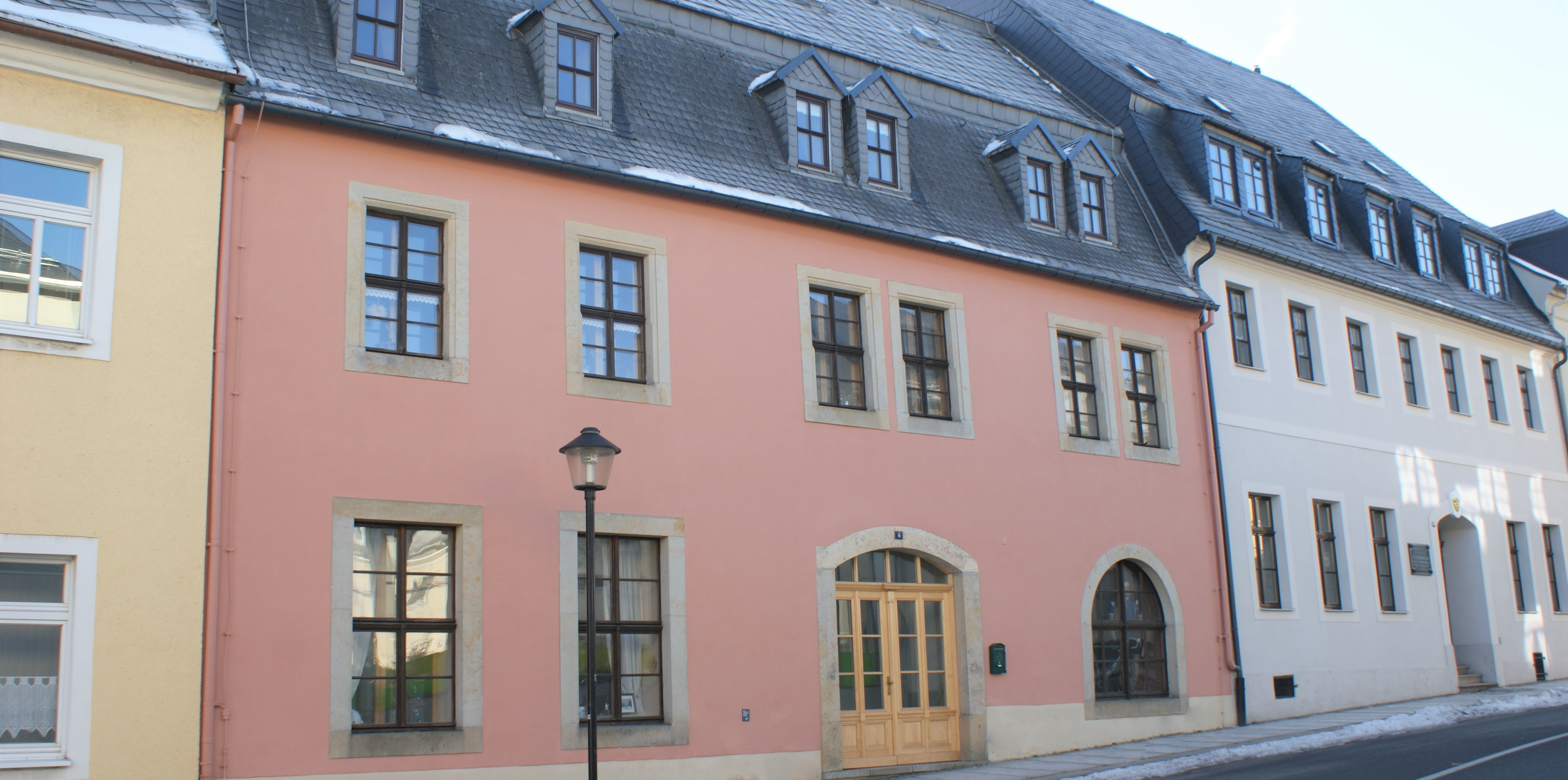
Königliches Postamt (1833 bis 1866)

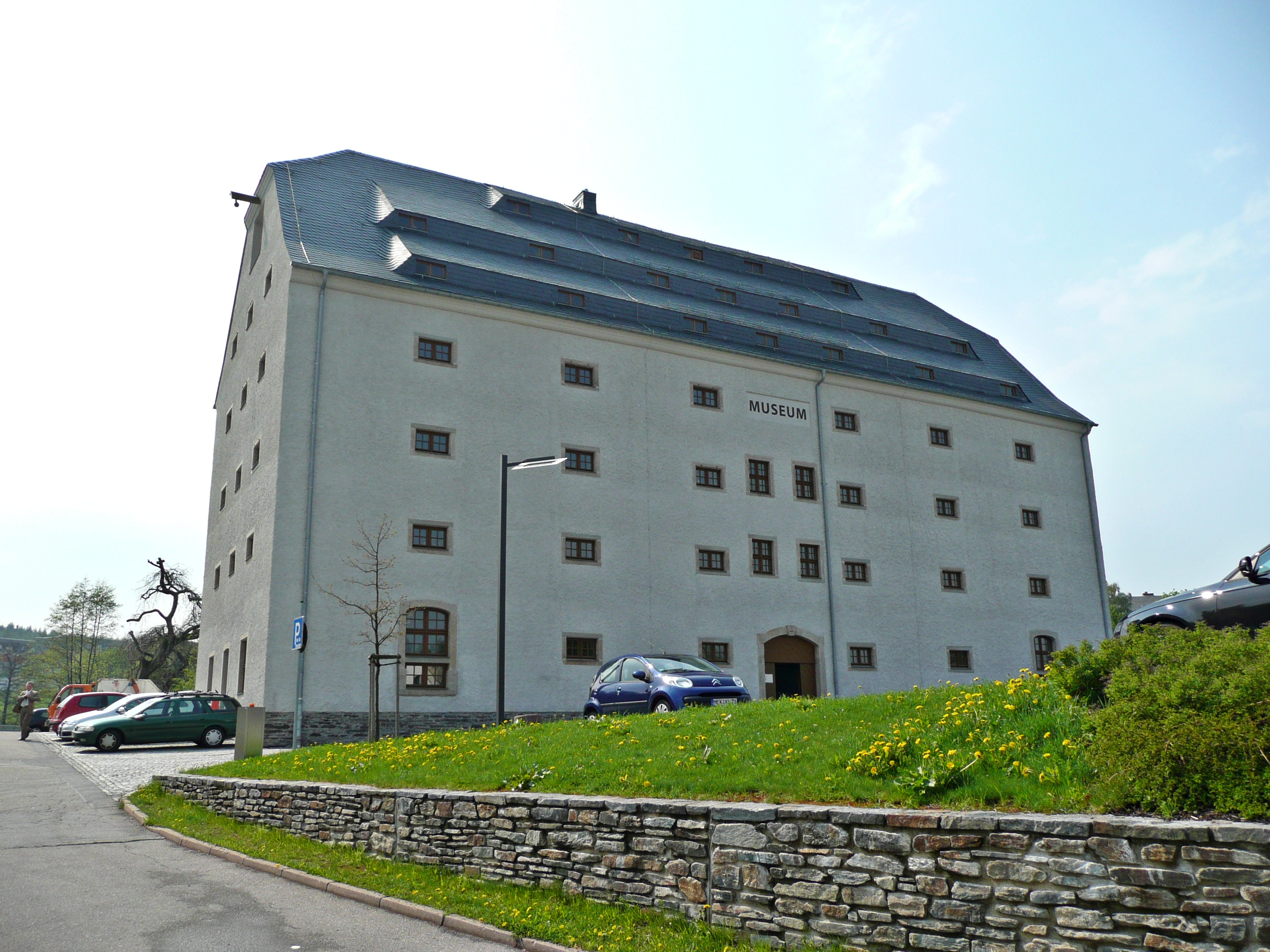
Bergmagazin, seit 2006 Museum sächsisch-böhmisches Erzgebirge

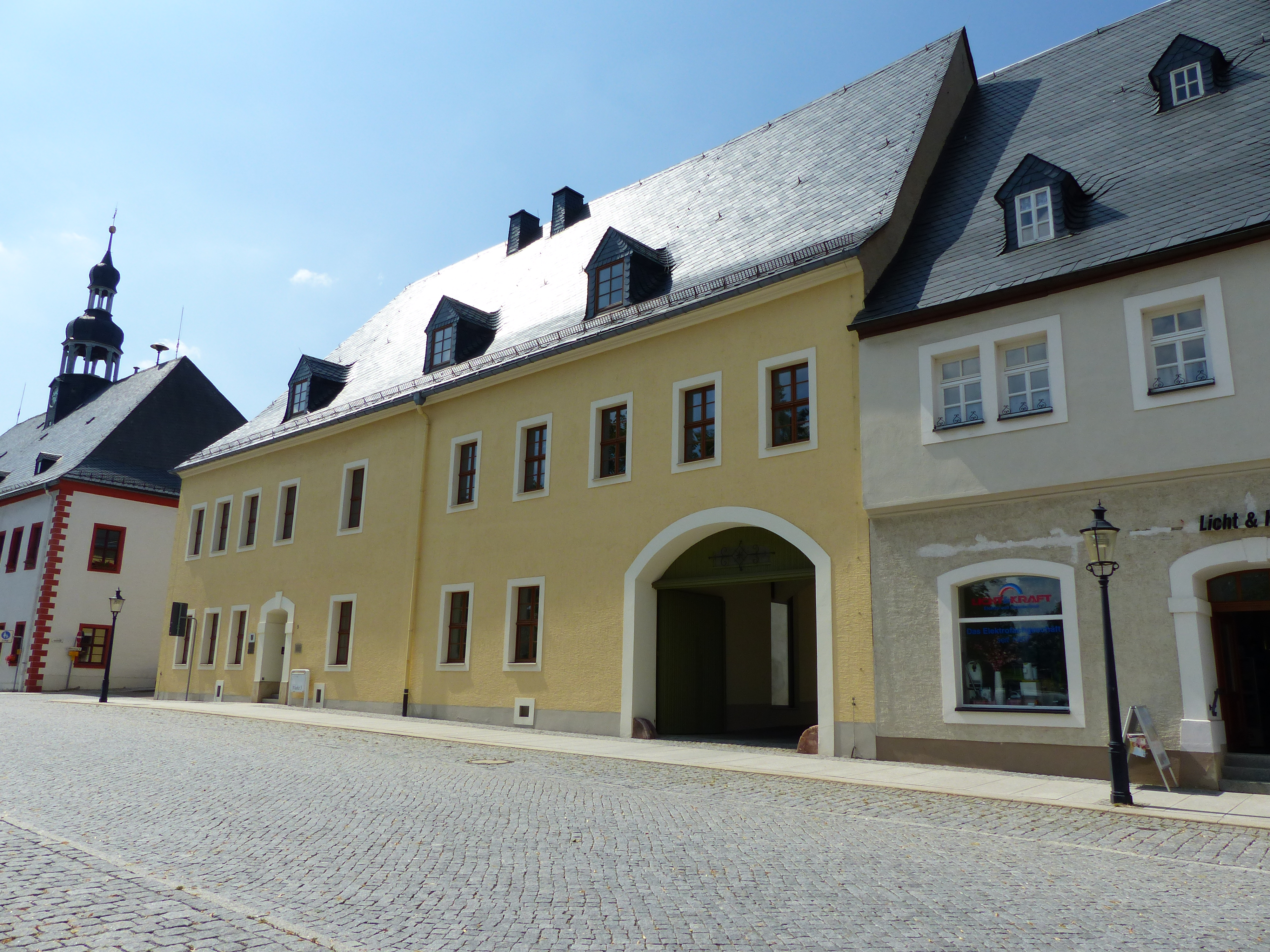
Jagdschloss „Fürstenhaus“

- St. Marien – spätgotische Hallenkirche
- Rathaus im Renaissancestil
- Roter Turm – letzter von ursprünglich vier Ecktürmen der Stadtmauer
- Zschopauer Tor – letztes von ursprünglich fünf Stadttoren
- Bergmagazin – erbaut 1806–1809
- Bürgerhaus Markt 14
- rechtwinkliger Stadtgrundriss mit quadratischem Marktplatz
- kursächsische Postmeilensäule vom Zschopauer Tor, Wappenstück der kursächsischen Postmeilensäule vom Annaberger Tor im Museum, kursächsische Ganzmeilensäule von der Hohen Brücke als Denkmal am Bergmagazin, Teile einer kursächsischen Halbmeilensäule vermauert im Türbogen am Haus Reiter und zwei Viertelmeilensteine an der originalen Poststraße bei Reitzenhain und als Denkmal Wettin Eiche an der Eisenstraße im Marienberger Forst
- Königliches Postamt (1833 bis 1866) und Haus von Friedrich Wilhelm Heinrich von Trebra (1774 bis 1780)
- Königlich-sächsische Meilensteine als Stationsstein vom Wolkensteiner Tor an der Wolkensteiner Straße und 1900 als Kilometersteine umgestaltet am ehem. Freiberger Tor und an der B 171 / Abzweig Lauterbach
- Jagdschloss – ein bedeutender Bau des Renaissance-Humanismus, Markt 3
- Jagdsäule an der Straße nach Reitzenhain
- Wehrgangkirche Lauterbach, mit der wahrscheinlich ältesten Orgel Sachsen
- Burgruine Niederlauterstein aus dem 12. Jahrhundert

### Museen
- Museum sächsisch-böhmisches Erzgebirge im Bergmagazin

### Gedenkstätten
- Kriegerdenkmal für die im Ersten und Zweiten Weltkrieg gefallenen Soldaten aus den Ortsteilen Gebirge und Gelobtland[12]
- Gedenkanlage von 1952 am Bahnhof Marienberg-Gelobtland zur Erinnerung an ermordete KZ-Häftlinge
- Gedenktafel für 23 französische und 34 sowjetische Häftlinge des KZ-Außenlagers Flöha des KZ Flossenbürg, die gleichfalls im Frühjahr 1945 von SS-Männern ermordet wurden
- Gedenkanlage von 1950 an der B 174 in einem Wald bei Reitzenhain für 218 von SS-Wachmannschaften umgebrachte Häftlinge
- Grabstätte von 1945 auf dem Friedhof für italienische Militärinternierte
- Gedenktafel im Treppenaufgang des Rathauses für den sozialdemokratischen Widerstandskämpfer Walter Mehnert, der am 18. Oktober 1943 im Zuchthaus Brandenburg-Görden (nicht wie auf der Tafel angegeben in Moabit) ermordet wurde
- Gedenkstein für den bei Reitzenhain ermordeten Rittmeister Paul von Münch

### Sport
Der FSV Motor Marienberg stieg zur Saison 2023/24 in die Fußball-Oberliga Nordost auf.

### Großveranstaltungen
- 26.–29. Juli 2001: Deutsche EC-Tagung (christliche Jugendkonferenz)
- 1.–3. September 2006: 15. Tag der Sachsen in Marienberg
- 12.–21. September 2014: 12. Deutscher Bergmanns-, Hütten- und Knappentag
- 8.–10. Juli 2022: Stadtfest „500 Jahre Marienberg“

### Kulinarische Spezialitäten
- Lauterbacher Tropfen

## Wirtschaft und Infrastruktur
Die Stadt entwickelt den Tourismus, durch sie führen die Silber- und die Deutsche Alleenstraße.

### Bundeswehr
In der Bundeswehrliegenschaft „Erzgebirgskaserne“ ist das Panzergrenadierbataillon 371 stationiert; die Kaserne liegt unmittelbar am Rand der Altstadt. 1996 erhielt der Verband durch den Marienberger Stadtrat die Ehrenbezeichnung „Marienberger Jäger“ verliehen.
Das Panzergrenadierbataillon 371 ist der NATO Response Force bzw. Very High Readiness Joint Task Force zugeordnet.

### Energie
Auf dem Gebiet der Stadt Marienberg unmittelbar östlich des Ortsteils Satzung überquert die 380-kV-Leitung Röhrsdorf-Hradec die tschechische Grenze. Auf dem Hirtstein befinden sich zwei Windkraftanlagen vom Typ Micon M 530 (Leistung 250 kW pro Anlage) und zwei Windkraftanlagen vom Typ Vestas V27 (je 225 kW). Eine weitere Windkraftanlage vom Typ Lagerwey LW 15/75, die durch ihren Zweiblattrotor auffiel, wurde zwischenzeitlich demontiert.
Im Marienberger Ortsteil Rübenau sind 3 weitere Windkraftanlagen installiert.

### Verkehr

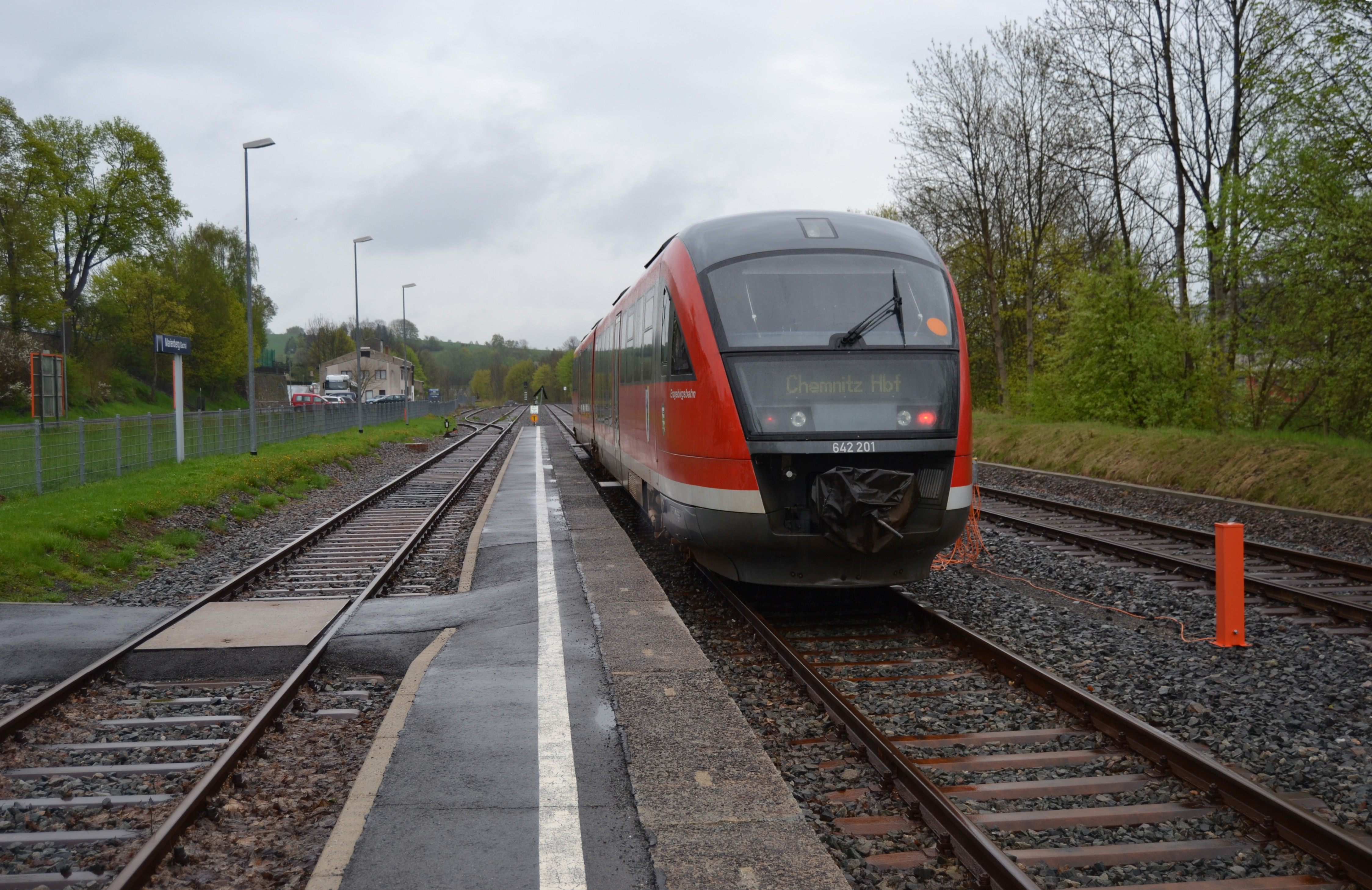
Erzgebirgsbahn im Bahnhof Marienberg (Sachs) (2013)

Durch die Stadt verlaufen zwei Bundesstraßen. Die B 174 führt von Chemnitz über Marienberg zum Ort Reitzenhain mit seinem Grenzübergang nach Tschechien. Sie folgt in weiten Teilen dem Reitzenhainer Pass, dem niedrigsten Erzgebirgspass, der bereits seit dem Mittelalter eine der wichtigsten Verkehrsverbindungen zwischen Sachsen und Böhmen darstellt. Wegen des stark angestiegenen Verkehrsaufkommens zu Beginn der 1990er Jahre wurde im Frühjahr 2005 mit dem Bau einer Ortsumgehung begonnen. Deren Einweihung fand am 29. November 2007 im Beisein von Bundesverkehrsminister Wolfgang Tiefensee statt.
Die Bundesstraße 171 aus Richtung Wolkenstein nach Dippoldiswalde führt direkt durch den historischen Stadtkern.
Der reguläre Personenverkehr auf der Bahnstrecke Pockau-Lengefeld–Marienberg wurde mit dem Fahrplanwechsel am 15. Dezember 2013 eingestellt. Seitdem verkehren nur noch Personenzüge zu Festen im Stadtgebiet bzw. militärische Transporte für die örtliche Kaserne.
Die Buslinie 588 der Doprava Ústeckého kraje verbindet Marienberg mit der böhmischen Stadt Chomutov.

### Medien
MEF (Mittel-Erzgebirgs-Fernsehen), das seit 1989 auf Sendung ist, bildet eine mediale Plattform für das gesellschaftliche Leben des ehemaligen Mittleren Erzgebirgskreises.